# With Arms Wide Open
«With Arms Wide Open» es una canción de la banda estadounidense de hard rock y metal alternativo Creed. Fue lanzado el 18 de abril de 2000 como el tercer sencillo de su segundo álbum de estudio Human Clay (1999). La canción alcanzó el número uno en el Billboard Hot 100 de Estados Unidos en noviembre de 2000, convirtiéndose en la primera y única canción de la banda en encabezar la lista. 
La canción también recibió honores en la 43.ª edición de los Premios Grammy en 2001, siendo nominada a Mejor interpretación vocal de rock de un dúo o grupo, y Scott Stapp y Mark Tremonti ganaron el premio Grammy a Mejor canción de rock.

## Composición y grabación
Scott Stapp comenzó a escribir la letra de la canción a principios de 1998 durante la gira de My Own Prison, cuando descubrió que su entonces esposa Hillaree Burns estaba embarazada de su primer hijo, Jagger. Según Stapp, la canción fue escrita en 15 minutos durante la prueba de sonido. Stapp escuchó tocar al guitarrista Mark Tremonti y le encantó tanto lo que escuchó que corrió y le dijo a Tremonti que siguiera tocando mientras Stapp comenzaba a cantar la letra.

## Música y letra
Stapp escribió la letra cuando se enteró, con gran sorpresa, de que iba a ser padre. La letra original de la canción se escribió desde la perspectiva de tener una hija, a pesar de que su esposa estaba embarazada de un niño, ya que Stapp utilizó "ella" durante las primeras presentaciones en vivo. Esto finalmente se cambiaría cuando Stapp descubrió que iba a tener un hijo. En años posteriores, Stapp no usaría "él" o "ella" en referencia al niño, sino más bien "ellos" para referirse tanto a sus hijos como a su hija. En una entrevista de 2013 con Songfacts, Stapp dijo sobre la canción:

"Sigue teniendo un significado relevante en mi vida porque cuando la canto ahora, pienso en mi hija que ahora está en este planeta y viva. Y luego pienso en mi hijo más nuevo, mi hijo de tres años, Daniel. Y luego pienso en el espíritu y la cierta ingenuidad, solo esa honestidad brutal que esa canción expresó cuando era un hombre joven y me acercaba a la paternidad por primera vez. Ahora soy un padre de pleno derecho con una niña de 14 años, una hija que cumplirá 7 en junio y mi hija menor, que tiene 3 años. Así que esos siguen siendo mis sentimientos. Y como ser humano y como padre, mis sentimientos no han cambiado ni un poco de los que se expresan en esa canción. Cada vez que la canto, puedo conectarme con ella una y otra vez porque ya no estoy expresando miedos en mis pensamientos sobre ser padre; soy un padre de pleno derecho". "Padre que vive todos los días. Así que me suena muy auténtico". — Stapp

Musicalmente, la canción es una balada potente escrita en clave de do mayor, con Tremonti tocando en afinación de re baja y Stapp cantando con su característica voz de barítono. Según Stapp, tras el éxito masivo del single, que según él provocó que la canción se tocara demasiado, tanto que incluso su entonces esposa se alejaba de ella, y al oír imitaciones de otras personas que imitaban su forma de cantar de una manera dramática y exagerada, comenzó a alterar deliberadamente su estilo vocal, lo que, según él, lo ha ayudado a crecer como vocalista. Él afirma: "No sé de dónde saqué todas las idiosincrasias de cómo enuncio y me han llamado la atención por mis vocales... Pero en realidad me ha ayudado como cantante porque lo he escuchado y he enunciado de manera diferente intencionalmente en diferentes palabras y sílabas, así que gracias mundo por señalar un patrón consistente al principio de mis 20 años para que pudiera evolucionar y crecer como cantante. Me hiciste mejor. Gracias".

## Lista de canciones
Edición limitada en CD minimax de EE. UU. (60150-18004-2)
1. "With Arms Wide Open" (version strings)
2. "With Arms Wide Open" (versión acústico)
3. "With Arms Wide Open" (versión rock)
4. "With Arms Wide Open" (video)

Edición limitada en Reino Unido (670695 2)
1. "With Arms Wide Open" (nueva versión) – 3:42
2. "With Arms Wide Open" (versión strings) – 3:55
3. "With Arms Wide Open" (versión acústico) – 3:55
4. "With Arms Wide Open" (versión álbum) – 4:26
5. "With Arms Wide Open" (version video—strings)

Edición limitada del sencillo de 7 pulgadas del Reino Unido (670695 7)
A. "With Arms Wide Open" (nueva versión) – 3:42
B. "With Arms Wide Open" (versión acústico) – 3:55
Promo CD Europea (WIN 669643 1)
1. "With Arms Wide Open" (nueva versión) – 3:42
2. "With Arms Wide Open" (versión strings) – 3:55

CD sencillo mejorado de Australia y Nueva Zelanda (670739 2)
1. "With Arms Wide Open" (nueva versión) – 3:42
2. "Wash Away Those Years" – 6:04
3. "One" – 5:02
4. "With Arms Wide Open" (versión strings) – 3:55
5. "With Arms Wide Open" (video)

## Posicionamiento en lista
| Lista (2000–2001)                        | Mejor posición |
| ---------------------------------------- | -------------- |
| Alemania (Offizielle Deutsche Charts)    | 42             |
| Australia (ARIA)                         | 4              |
| Austria (Ö3 Austria Top 40)              | 15             |
| Canadá (RPM Top Singles)                 | 2              |
| Europe (Eurochart Hot 100)               | 47             |
| Escocia (Scottish Singles Sales Chart)   | 17             |
| Estados Unidos (Billboard Hot 100)       | 1              |
| Estados Unidos (Adult Alternative Songs) | 6              |
| Estados Unidos (Adult Contemporary)      | 29             |
| Estados Unidos (Adult Top 40)            | 1              |
| Estados Unidos (Alternative Airplay)     | 2              |
| Estados Unidos (Mainstream Rock)         | 1              |
| Estados Unidos (Mainstream Top 40)       | 1              |
| Iceland (Íslenski Listinn Topp 40)       | 2              |
| Irlanda (IRMA)                           | 40             |
| Latvia (Latvijas Top 40)                 | 8              |
| Netherlands (Dutch Top 40 Tipparade)     | 12             |
| Países Bajos (Mega Single Top 100)       | 75             |
| Nueva Zelanda (Recorded Music NZ)        | 10             |
| Noruega (VG-lista)                       | 6              |
| Portugal (AFP)                           | 10             |
| Reino Unido (UK Singles Chart)           | 13             |
| Reino Unido (UK Rock & Metal)            | 1              |
| Suiza (Schweizer Hitparade)              | 70             |